# James Petigru Boyce
James Petigru Boyce (Charleston, 11 de janeiro de 1827 – Pau, 28 de dezembro de 1888) foi um pastor batista do sul, teólogo, calvinista, escritor e professor de seminário nos Estados Unidos.

## Educação e infância
Boyce foi educado na Universidade de Brown sob Francis Wayland, cujos sermões evangélicos contribuiu para a conversão de Boyce e em "Seminário Teológico de Princeton" sob Charles Hodge, que levou Boyce para apreciar a teologia calvinista.

## Fim da carreira
Boyce tornou-se um pastor, em seguida, um professor universitário e, finalmente, o fundador e primeiro presidente do Seminário Teológico Batista do Sul, onde ensinou teologia de 1859 até sua morte em 1888. Ao longo de seu ministério Boyce insistiu na importância da educação teológica para todos os ministros. No prefácio, ele descreveu seu Resumo de Teologia Sistemática, publicado um ano antes de sua morte, como se segue: "Este volume é publicado o antes como um livro de texto prático, para o estudo do sistema de doutrina ensinado na Palavra de Deus, do que como uma contribuição à ciência teológica ".